# RTP Internacional
RTP Internacional è il servizio televisivo internazionale della televisione pubblica portoghese. Mostra un insieme di programmi dei canali dei 4 canali RTP (tra cui il Telejornal e le partite della nazionale di calcio del Portogallo) e degli speciali contacto sulle comunità lusitane diffuse in tutto il mondo. Recentemente ha iniziato a trasmettere anche programmi delle tv private SIC e TVI.
Iniziò la programmazione via satellite in Europa nel 1992 poi si espanse un po' alla volta anche negli altri continenti. In Italia RTP Internacional può essere ricevuta FTA con antenna parabolica puntata sul satellite Hotbird, nonché era stato trasmesso sul canale 554 della piattaforma Sky. Alcuni programmi vengono trasmessi in 16:9 anamorfico.